# Hotimir
Hotimir (tudi Kajtimar, v prvih zapisih omenjen kot Chetmarus, Cheitumarus, Cheftumarus, Chetumarsus), * ?, † 769, je bil knez oziroma vojvoda v Karantaniji.
Hotimirjevo ime je izvira iz korena *xotь, kar pomeni hotenje in voljo. Približno od leta 752 do leta 769 je bil oblastnik v deželi Karantaniji. Bil je nečak kneza Boruta in bratranec kneza Gorazda, katerega je nasledil na prestolu. Za Hotimirjev čas sta značilna tako okrepitev pokristjanjevanja med Karantanci kot tudi nastanek prvih uporov proti pokristjanjevanju.  

## Ujetništvo in spreobrnitev v krščanstvo
Ko se je Karantanija leta 745 podredila Bavarcem in preko njih Frankom, je izgubila zunanjo samostojnost in Karantanci so na Bavarsko poslali talce, med njimi tudi člane knežje rodbine. Tako sta Borutov sin Gorazd in Borutov nečak Hotimir postala talca in sta verjetno prebivala v salzburškem samostanu Herrenchimsee na otoku Auaa na zgornjebavarskem Chiemskem jezeru, kjer so ju na prošnjo Boruta spreobrnili v krščansko vero. Kmalu potem je Borut leta 749 ali morda 750 umrl in Franki oziroma Bavarci so odobrili vladanje kneza Gorazda, ki pa je tudi sam umrl že v tretjem letu svoje vladavine.

## Krščanski knez in začetek pokristjanjevanja
Frankovski vladar Pipin je po Gorazdovi smrti dovolil, da so Karantanci za svojega kneza izvolili Hotimirja, a je Hotimir dejansko postal knez šele po potrditvi s strani karantanskega ljudstva. V času Gorazda se misijonarska dejavnost še ni pričela, Hotimir pa je ob povratku v Karantanijo s seboj pripeljal duhovnika Majorana, ki je bil nečak Hotimirjevega krstnega botra Lupa, duhovnika na otoku Auaa. Ob nastopu svoje oblasti je Hotimir priznal podrejenost salzburškemu samostanu Sv. Petra in se že leta 756 obrnil na tamkajšnjega škofa Virgila. Virgil je najkasneje leta 760 na pomoč poslal pokrajinskega škofa Modesta, apostola Karantancev, v času katerega so bile v Karantaniji posvečene tri deželnoknežje cerkve, vključno z Gospo Sveto. Zgodovinar Bogo Grafenauer je pokazal, da je v času Hotimirja že obstajala okrepljena knežja oblast, kar se kaže v obstoju lastnih knežjih vojaških sil in v predpisovanju nekaterih javnopravnih dajatev – npr. pri odločitvi iz leta 752 o dajatvi za salzburškega škofa, ki jo je Hotimir deloma naložil svojemu ljudstvu.

## Oslabitev Karantanije
Zaradi majhnega števila krščanskih duhovnikov in nasprotovanja starovercev proti krščanstvu v Modestovem času pokristjanjevanje domnevno ni imelo večjega uspeha. Najmočnejšo oporo je krščanskim misijonarjem nudil Hotimir s svojimi velikaši, saj je nova vera opravičevala njihovo oblast nasproti ljudstvu, deloma pa se je nova vera lahko širila tudi med najnižjim slojem nesvobodnjakov. Spreobrnjenci so bili pogosto varovanci oblasti; iz podobnih miselnih okvirjev se je razvila pripoved o plemenitem duhovniku Ingu. Po drugi strani je pokristjanjevanje zbujalo nejevoljo pri svobodnjakih, ki obenem niso marali tujega vpliva, ta odpor pa je verjetno poskušal izkoristiti del tistih karantanskih plemičev, ki so se sami poskušali dokopati do oblasti. Obstaja tudi z dokazi nepodprta možnost, da je zidava krščanskih cerkva in molilnic predstavljala veliko davčno obremenitev za svobodnjake. Vsekakor je do nezadovoljstva prišlo kljub temu, da so salzburški krščanski misijonarji v Hotimirjevem času vsaj v teoriji prisegali na irsko misijonarsko metodo, ki se je zavzemala za čim bolj miroljubno in postopno širjenje krščanske vere. V deželo so prihajali predvsem germanski duhovniki, ki so vero širili bolj po frankovskih načelih.
Priložnost za upor je protikrščansko in protigermansko krilo izkoristilo takoj, ko je Hotimir izgubil podporo iz tujine. Prvi udarec za kristjane je bila smrt škofa Modesta leta 763, skoraj hkrati pa je zaradi Tasilovega bavarskega upora proti Frankom oslabel tudi vpliv tujcev na Karantanijo. Tako je kombinacija oslabitve frankovske moči na vzhodni meji, bavarskega upora in Modestove smrti opogumila staroverce k uporu proti Hotimirju. Hotimir je z domačimi silami uspel zadušiti tako upor leta 763 kot upor leta 765, med tem pa se je misijonarska dejavnost nadaljevala. Kljub temu salzburkški škof Virgil ni uslišal Hotimirjeve prošnje, da bi ga prišel v Karantanijo osebno podpret. Hotimirjeve zmage niso odpravile vzrokov za upor: njegova smrt leta 769 in verjetni spori za nasledstvo so Karantanijo potisnili v silovit protigermanski in protikrščanski upor, ki je prerastel v državljansko vojno med letoma 768 in 772, ko so bili iz Karantanije začasno izgnani krščanski duhovniki. Ta upor je uspelo zadušiti šele bavarsko posredovanje pod vodstvom njihovega vojvode Tasila, sprva na miren način, nato pa s silo.